# Der Gute und die Bösen
Der Gute und die Bösen ist eine französische Spionagekomödie von Claude Lelouch aus dem Jahr 1976.

## Handlung
Das Jahr 1935: Die beiden Automechaniker Jacques und Simon sind kleine Gauner, denen Polizist Bruno schon seit Jahren vergeblich auf den Fersen ist. Sie stehlen einen modernen Citroën Traction Avant und begehen Banküberfälle, wobei sie durch den neuen Wagen schneller als die Polizei sind. Sie organisieren dabei alle Diebstähle auf eigene Faust und lehnen ein Angebot, mit Verbrecherboss Lafont zusammenzuarbeiten, freundlich ab. Eines Tages lernen sie in einer Tanzbar die Prostituierte Lola kennen, die sie in ihr Team aufnehmen. Zusammen bestehlen sie nun auch reiche Franzosen. Bruno wird unterdessen für seinen Kampf gegen das Bandenunwesen ausgezeichnet. Während Jacques und Lola improvisiert von Simon getraut werden, heiratet Bruno seine große Liebe Dominique, die Tochter seines Vorgesetzten Blanchot.
Frankreich wird teilweise von der deutschen Wehrmacht besetzt. Bruno kollaboriert mit den Nationalsozialisten, während Jacques, Lola und Simon fast große Probleme mit den Besatzern bekommen, da Simon Jude ist. Nur ihre Bekanntschaft mit Lafont, der zum Leiter der französischen Gestapo aufgestiegen ist, rettet sie. Lafont bietet der Bande an, für sie zu arbeiten. Sie sollen Juden und Kommunisten verraten und dafür 50 Prozent der Gewinne aus dem Vermögen der Verhafteten erhalten. Da sie unentschlossen sind, lässt Lafont sie an einer Razzia bei einem jüdischen Ehepaar zusehen. Dabei werden zahlreiche wertvolle Gemälde beschlagnahmt, die bald darauf per Zug nach Berlin gebracht werden sollen. Jacques, Lola und Simon überfallen den Zug und koppeln den Waggon mit dem Bildern ab. Erst als die Tat über das Radio als Anschlag der Résistance dargestellt und gedroht wird, bei Nichtrückgabe der Bilder zahlreiche Einwohner eines französischen Dorfs zu töten, gibt die Bande die Bilder zurück. Treibende Kraft bei der Erpressung der Bande ist Bruno, der bereitwillig im Polizeiapparat mit den Nazis zusammenarbeitet.
Lola bemerkt, dass sie von Jacques schwanger ist. Jacques wiederum wird verraten, doch ist nur Lola in der Wohnung, als Bruno ihn verhaften will. Er nimmt Lola fest und foltert sie, bis sie ohnmächtig wird. Erst ein Anruf Jacques’ lässt ihn einhalten: Jacques verkündet, dass er Brunos Frau Dominique in seiner Gewalt hat und ihr genau das antun werde, was Bruno Lola antue. Dominique, die ihren Mann wegen seiner Zusammenarbeit mit den Nazis verachtet, wird schließlich gegen Lola ausgetauscht. Sie sucht später auf eigene Faust Jacques auf und beginnt eine Affäre mit ihm. Bereitwillig verrät sie ihm Pläne der Nazis, von denen ihr Bruno berichtet. Jacques und Simon gelingt es so, den Chef der Résistance vor der Verhaftung zu bewahren. In der Folgezeit geben sie ihr Wissen an die Résistance weiter. Bald werden die Besatzer misstrauisch, vermuten sie doch, dass Bruno für die Résistance arbeitet. Brunos Vorgesetzter lässt Dominique überwachen und kann so Jacques verhaften. Er foltert ihn vor Dominiques Augen, die schließlich behauptet, dass ihr Mann seit 1942 für die Résistance arbeitet. Bruno leugnet es und sein Vorgesetzter stellt ihn vor die Wahl: Entweder erschießt er seine Frau, weil sie die Verräterin ist, oder er begeht Selbstmord, weil er selbst der Verräter ist. Als Bruno Dominique erschießt, gilt er bei seinem Vorgesetzten als Verräter, da nur die Résistance derartige Opfer bringen kann. Sowohl Jacques als auch Bruno werden verhaftet. Nach der Befreiung Frankreichs durch die Amerikaner werden beide Männer für ihren Widerstand gegen die Nazis ausgezeichnet. Bruno steigt zum 2. Stellvertreter des Pariser Polizeipräfekten auf und will sich wie früher dem Krampf gegen Diebesbanden widmen. Jacques wiederum erkennt, dass eine Auszeichnung allein ihn nicht zu einem ehrlichen Mann macht, und beginnt mit Simon und Lola erneut mit Diebestouren.

## Produktion
Der Gute und die Bösen wurde 1975 gedreht. Es war nach Ein Mann und eine Frau der zweite Film, den Lelouch in Sepia realisierte. Der Film kam am 21. Januar 1976 in die französischen Kinos, wo er von rund einer Million Zuschauern gesehen wurde. In Deutschland lief der Film am 27. Januar 1978 in den Kinos an und wurde im Januar 2006 auf DVD veröffentlicht.

## Kritik
Die „intelligent ausgedachte Komödie [leidet] an mangelndem Tempo und der Unschärfe ihres Witzes“, befand der film-dienst.

## Auszeichnungen
Brigitte Fossey wurde 1977 für einen César in der Kategorie Beste Nebendarstellerin nominiert.